# The Soft Parade
| 전문가 평가                   | 전문가 평가 |
| 평가 점수                     | 평가 점수   |
| 출처                          | 점수        |
| ----------------------------- | ----------- |
| AllMusic                      | [ 1 ]       |
| MusicHound Rock               | 3.5/5       |
| The Rolling Stone Album Guide | [ 3 ]       |
| Slant Magazine                | [ 4 ]       |
| The Village Voice             | B–          |

《The Soft Parade》는 1969년 7월 18일, 엘렉트라 레코드가 발매한 미국의 록 밴드 도어스의 네 번째 스튜디오 음반이다. 이 음반의 대부분은 밴드가 새로운 자료를 작곡할 시간이 거의 없는 힘든 순회공연 후에 녹음되었다. 프로듀서 폴 A. 로스차일드는 도어스의 첫 세번째 음반에서 완전히 벗어날 것을 권고했다. 폴 해리스가 제공한 브라스와 현악기 편곡을 통합하여 보다 완전한 사운드를 개발한다. 개인적인 문제를 다루며 시에 더 집중하던 리드 싱어 짐 모리슨은 작곡 과정에 덜 관여했고 기타리스트 로비 크리거는 자신의 창작물량을 늘렸다.
이 음반은 빌보드 200에서 6위로 정점을 찍었지만, 그들의 이전 음반인 《Waiting for the Sun》이 참여하는데 성공했다는 영국과 다른 유럽 국가들의 관객들을 유지하는데 실패했다. 이전 싱글인 〈Touch Me〉, 〈Wishful Sinful〉, 〈Tell All the People〉 세 곡이 《The Soft Parade》에 수록되었고, 이전 싱글은 도어스의 또 다른 톱 10 히트곡이 되었다. 또 다른 싱글인 〈Runnin' Blue〉도 음반의 배포를 따랐다. 《The Soft Parade》는 발매되자, 음악 비평가들과 이 밴드의 언더그라운드 음악의 추종자들로부터 비난을 받았는데, 그들은 이 음반을 도어스의 대중음악 트렌드로 보았다. 시간이 흐르면서 역사가들은 이 음반을 다시 평가했고 비판적 지위는 약간 향상되었지만, 여전히 모리슨과 함께 한 그룹의 가장 약한 노력으로 널리 여겨지고 있다.

## 배경
1968년 중반까지 도어스는 미국에서 가장 인기 있는 그룹 중 하나로 자리매김했다. 같은 해 7월에 발매된 이 밴드의 세 번째 스튜디오 음반인 《Waiting for the Sun》은 빌보드 200에서 도어스의 유일한 1위 히트곡이 되었고, 동시에 그들의 두 번째 싱글 음반인 〈Hello, I Love You〉가 1위로 정점을 찍었다. 이 음반은 영국 음반 차트에서 16위에 오르며, 영국에서 밴드의 첫 번째 상업적인 돌파구였다. 《Waiting for the Sun》 발매 이후, 문들은 상당한 공연료를 요구했고, KIA 포럼, 할리우드 볼, 그리고 매디슨 스퀘어 가든과 같은 경기장에서 많은 관중 앞에서 연주했다. 또한 이전에 밴드의 음반 재생을 거부했던 지역 로스앤젤레스 톱 40 라디오 방송국, 특히 KHJ 라디오는 도어스의 라이브 공연을 후원하기 시작했다.

## 곡 목록
| #  | 제목                    | 작사·작곡      | 재생 시간 |
| -- | ----------------------- | -------------- | --------- |
| 1. | 〈Tell All the People〉 | 로비 크리거    | 3:21      |
| 2. | 〈Touch Me〉            | 크리거         | 3:12      |
| 3. | 〈Shaman's Blues〉      | 짐 모리슨      | 4:49      |
| 4. | 〈Do It〉               | 모리슨, 크리거 | 3:08      |
| 5. | 〈Easy Ride〉           | 모리슨         | 2:43      |

| #  | 제목                | 작사·작곡 | 재생 시간 |
| -- | ------------------- | --------- | --------- |
| 1. | 〈Wild Child〉      | 모리슨    | 2:36      |
| 2. | 〈Runnin' Blue〉    | 크리거    | 2:27      |
| 3. | 〈Wishful Sinful〉  | 크리거    | 2:58      |
| 4. | 〈The Soft Parade〉 | 모리슨    | 8:36      |

## 인증
| 국가                       | 인증     | 판매량/출하량 |
| -------------------------- | -------- | ------------- |
| 오스트레일리아 (ARIA)      | 골드     | 35,000^       |
| 캐나다 (뮤직 캐나다)       | 플래티넘 | 100,000^      |
| 영국 (BPI)                 | 실버     | 60,000^       |
| 미국 (RIAA)                | 플래티넘 | 1,000,000^    |
| ^출하량을 기반으로 한 인증 |          |               |